# Sant'Eusanio Forconese
Sant'Eusanio Forconese é uma comuna italiana da região dos Abruzos, província de Áquila, com cerca de 443 habitantes. Estende-se por uma área de 7 km2, tendo uma densidade populacional de 63 hab/km2. Faz fronteira com Fossa, Ocre (Abruzos), Poggio Picenze, Rocca di Mezzo, San Demetrio ne' Vestini, Villa Sant'Angelo.

## Demografia
| Variação demográfica do município entre 1861 e 2011                               |
|                                                                                   |
| Fonte: Istituto Nazionale di Statistica (ISTAT) - Elaboração gráfica da Wikipedia |